# عملية كفار داروم (الانتفاضة الفلسطينية الثانية)
عملية كفار داروم هي أول عملية فلسطينية في الانتفاضة الفلسطينية الثانية (انتفاضة الأقصى) نفذها منذر ياسين أحد ضباط جهاز الأمن الوطني وأحد قادة كتائب شهداء الأقصى ومحمد ياسين المدهون أحد ضباط الضابطة الجمركية بتاريخ 11 تشرين الثاني/نوفمبر من عام 2000. كان أحد داعمي هذه العملية هو الرئيس ياسر عرفات (أبو عمار) رئيس السلطة الوطنية الفلسطينية (السابق) والقائد العام والمؤسس لــ كتائب شهداء الأقصى.